# Coppa del mondo di marcia 1985
La Coppa del mondo di marcia 1985 (1985 IAAF World Race Walking Cup) si è svolta a Saint John's, sull'Isola di Man, nei giorni 28 e 29 settembre.

## Medagliati

### Uomini
| Specialità     | Oro            | Prestazione | Argento           | Prestazione | Bronzo          | Prestazione |
| 20 km          | José Marín     | 1h21'42"    | Maurizio Damilano | 1h21'43"    | Viktor Mostovik | 1h22'01"    |
| 50 km          | Hartwig Gauder | 3h47'31"    | Andrej Perlov     | 3h49'23"    | Axel Noack      | 3h56'53"    |
| Gara a squadre | Germania Est   | 234 pt.     | Unione Sovietica  | 234 pt.     | Italia          | 233 pt.     |

### Donne
| Specialità     | Oro      | Prestazione | Argento          | Prestazione | Bronzo                | Prestazione |
| 10 km          | Yan Hong | 46'22"      | Guan Ping        | 46'23"      | Ol'ga Krištop         | 46'24"      |
| 10 km          | Yan Hong | 46'22"      | Guan Ping        | 46'23"      | Aleksandra Grigor'eva | 46'24"      |
| Gara a squadre | Cina     | 104 pt.     | Unione Sovietica | 98 pt.      | Canada                | 74 pt.      |